# 세후리촌
세후리촌(일본어: 三瀬村)은 일본 사가현 북부 간자키군에 있던 촌이다. 촌의 유래는 세후리산지에서 비릇되었다.
현내 유일한 촌이였지만 2006년 3월 20일. 간자키정, 지요다정과 대등합병, 시로 승격해 간자키시가 되었다. 이 결과 사가현내 촌은 소멸하였다.

## 지리
사가현 북부, 세후리 산지 안에 있다. 북쪽에는 세후리산(脊振山)이 있고, 남쪽으로 갈수록 고도가 낮아진다. 인구는 조바라강을 따라 흩어져 있다.

## 역사
- 1869년 - 히로타키, 구라야, 이와야가 합병하여 히로타키야마촌, 이치바세가세, 하쓰마키, 쿠보잔이 합병하여 하츠마키야마촌, 가쿠지, 도바인, 나고오가 합병하여 가쿠지야마촌를 각각 형성했다.
- 1889년 4월 1일 - 시정촌제가 시행에 의해 세후리촌이 성립하였다.
- 1916년 9월 1일 - 17명의 마을 유력자들이 촌장 도쿠가와 곤시치(徳川権七)를 습격하는 '세후리촌(脊振村)소요사건'이 발생하였다.
- 2006년 3월 20일 - 간자키정, 지요다정과 대등합병, 시로 승격해 간자키시가 되어 소멸하였다. 이 결과 사가현내 촌은 소멸하였다.

## 경제
농업은 벼와 채소를 생산하고 있으며, 1959년 1400헥타르에 달하는 마을 소유의 산림에서 매년 3,000만 엔의 수익이 발생하자 마을 의회는 주민세 폐지를 결의했다.